# Pierre Colboc
Pierre Colboc es un arquitecto francés.
Con Renaud Bardon y Jean-Paul Philippon con quien estaba asociado en el estudio ACT architecture, fue elegido en 1979 mediante el concurso para la reconversión de la estación de Orsay en museo.

## Obras
- Museo de Orsay (1985-1986), asociado con Renaud Bardon y Jean-Paul Philippon en ACT Architecture.

- Square de la Salamandra (1988)